# 심리 투영
심리투영(心理投影, psychological projection) 혹은 심리투사(心理投射), 투사(投射)는 "내면(inside)"의 내용(content)이 "외부(outside)"의 타자(Other)로부터 나왔다고 착각하는 것에 관한 타자성(alterity)의 방어기제(defence mechanism)이다. 누군가 타인의 주관적 세계를 이해하기 위하여 개인의 경험을 투사함으로써 공감(empathy)의 기반을 형성한다. 악성 형태로는, 지그문트 프로이트(Sigmund Freud)가 말한 자아(ego)가 자기 것이라고 인정하지 않고 싶어하는 자기(the self)의 부정적인 부분이 자기에게 존재하는 것을 부인(denial)하고, 타인에게 귀인(歸因, attributing)함으로써, 자신을 지키기 위한 방어기제이다. 이는 오해를 낳고 대인 관계에서의 손상을 불러온다. 투사는 책임 전가(blame shifting)를 포함하며, 수치심 떠넘기기(shame dumping)로 나타날 수 있다. 투사는 내사(introjection)의 초기 단계로 설명되어 왔다

## 개요
투사는 자신의 무의식적 충동이나 특성(긍·부정 모두)을 타인에게 전가함으로써 자신에게 그런 충동이나 특성이 있다는 사실을 부정한다. 자신이 의식적으로 억누른 자신의 측면을 타인의 것으로 보는 것이다. 일반적으로는 본인의 부정적 측면을 전가하는 현상이지만 좋은 투영도 존재한다.
투영은 일상생활에서 잘 일어나고 있다. 어딘지 모르게 싫었던 인물이, 실은 자신의 부정적인, 인정하고 싶지 않은 면을 재현하고 있었다는 걸 깨닫는 게 투사작용으로 일어난다.
자신의 측면을 타인에게 투영하면 타인의 태도와 상태를 오판한다. 이 개념은 성격장애의 치료에서, 의사를 향하는 분노의 형태로 전문적인 설명이 되기도 한다(정신 분석에서의 대상 관계론의 투영 동일시). 조현병에서의 박해 망상과의 관련도 말해지고 있다.
융(Carl Jung) 심리학에 의하면, 원형의 하나인 그림자(Schatten)를 자신의 일면으로서 인식하여 수용하는 것으로, 더 큰 커다란 자기·자기 실현으로 성장하는 계기로서 보람있게 쓸 수 있다.

## 역사적 선례
투사 원리의 공식화에 있어 유명한 선례는 잠바티스타 비코(Giambattista Vico)였다. 1841년, 루트비히 포이어바흐(Ludwig Feuerbach)는 종교에 대한 체계적 비평의 기반으로서 이 개념을 채용한 최초의 계몽주의 시기 사상가였다.
서기 500년 저술된 탈무드(Babylonian Talmud)에는 인간의 투사 경향을 서술하며 이에 대한 경고를 보낸다.
"너 자신이 가지고 있는 오점을 가지고 너의 이웃을 비웃지 마라!(Do not taunt your neighbour with the blemish you yourself have.)"
신약성경(New Testament) 속 티끌과 대들보(the Mote and the Beam) 우화에서, 예수(Jesus)는 투사에 대하여 다음과 같이 경고하였다.
"왜 너는 네 형제의 눈에 있는 톱밥 부스러기를 보면서 네 눈 속 판자는 주목하지 않는가? 어떻게 너는 네 형제에게 '너의 눈으로부터 부스러기를 꺼내게 해다오'라고 말하면서도 항상 네 눈에는 판자가 있을 수 있던 말인가? 너 위선자여, 우선 네 눈으로부터 판자를 꺼내라, 그러면 네 형제의 눈에서 부스러기를 빼내기 위하여 더 분명하게 볼 것이다.(Why do you look at the speck of sawdust in your brother's eye and pay no attention to the plank in your own eye? How can you say to your brother, 'Let me take the speck out of your eye,' when all the time there is a plank in your own eye? You hypocrite, first take the plank out of your own eye, and then you will see clearly to remove the speck from your brother's eye.)"

## 정신분석학의 발달
투사(영: Projection, 독: Projektion)는 지그문트 프로이트(Sigmund Freud)가 빌헬름 플리스(Wilhelm Fliess)에게 보낸 편지들 속에서 개념화되었로, 이후에 칼 에이브러햄(Karl Abraham)과 안나 프로이트(Anna Freud)가 정교화하였다. 프로이트는 투사에서, 자신의 것으로 받아들일 수 없는 사고, 동기, 욕구, 느낌은 외부 세계에 놓여진 채로 처리하고 타인에게 그 원인을 전가한다고 보았다. 자아(the ego)가 받아들이기 거부하는 것은 분열(splitting)되어 떨어져 나가고 다른 이에게 놓인다.
나중에 프로이트는 투사가 임의로 일어나는 것이 아니며, 타인에게 이미 작은 규모로 있는 요소로 만들어 과장하는 것이라고 보았다. 투사적 동일시(projective identification)라는 방어기제는 타인에 대하여 자신의 충동이나 욕구가 투사된 외부이길 기대한다는 점에서, 투사와는 다르다. 투사적 동일시에서는 자기와 투사된 대상이 연결되지만, 반대로 투사에서는 전적인 거부인 것이다.
멜라니 클라인(Melanie Klein)은 자기의 좋은 부분에 대한 투사는 대상(object)에 대한 과이상화(over-idealisation)를 야기할 가능성이 있다고 보았다. 마찬가지로, 개인의 양심(conscience)이 투사되어 그것으로부터 벗어나고자 시도할 수도 있다. 이보다 더 온건한 경우, 개인이 외부의 권위와 타협할 수도 있다.

## 이론적 사례
투사는 개인적 혹은 정치적 위기에 평범한 사람들에게 나타나는 경향이 있으며 자기애성 성격장애(narcissistic personality disorder), 경계선 성격장애(borderline personality disorder), 편집성 성격(paranoid personalities)에 자주 보인다.
칼 융(Carl Jung)은 소규모는 물론 국가적/국제적 기반에 있어, 그림자(the Shadow)라는 원형(archetype)에 의하여 표상되는 성격의 수용 불가능한 부분이 특히 투사를 낳는 경향이 있다고 보았다. 마리루이제 폰 프란츠(Marie-Louise Von Franz)는 투사에
대한 자신의 관점을 확장하여, "우리가 모르는 것을 접하게 되는, 알고 있는 현실이 멈추는 곳 어디든, 그곳에서 우리는 원형적 이미지를 투사한다(wherever known reality stops, where we touch the unknown, there we project an archetypal image)"고 말하였다.
심리적 투사는 1692년 세일럼(Salem)에서 발생한 세일럼 마녀 재판(Salem witch trials)에서 고통 받은(adflicted) 아동의 행동을 설명하는데 사용한 마력(魔力, bewitchment)에 대한 의학적 설명 가운데 하나이다. 역사학자 존 데모스(John Demos)는 1970년 저술에서 고통 받은 소녀들이 보인 마력의 증상이 퇴행적 공격(repressed aggression)이라는 심리적 투사를 겪은 소녀들 때문이었을 수 있다고 밝혔다.

## 실제 사례
- 피해자 비난(Victim blaming) : 타인의 행동이나 불운의 피해자는 비난을 받을 수 있다는 것으로, 피해자는 타인의 적개심을 불러 일으키는 실수를 저지른다는 이론이다. 이런 경우, 인간의 마음(psyche)은 자신에게서 약함이나 취약함의 느낌을 지우고자, 그 경험이나 비난 행동에 대한 경멸, 자아와의 갈등을 통하여, 약함이나 취약함의 경험을 투사한다.[25]
- 결혼 부정에 대한 투사(Projection of marital guilt) : 배우자에 대한 배신(infidelity)을 떠올리는 것은 무의식 중에 자기방어로서 배우자에게 투사되어 배우자를 의심하고, 부인(denial)과 연관되는 과정 속에서, 그런 생각에 대한 죄책감은 거부되거나 비난으로 바뀐다.[26] 예를 들어, 불륜을 저지른 사람은 배우자 역시 불륜을 계획하고 있을 것이라고 두려워하거나 죄 없는 배우자를 간통으로 고소할 것이다.
- 집단 따돌림(Bullying) : 따돌림 가해자는 취약함이라는 자신의 감정을 따돌림 대상에게 투사한다. 가해자의 전형적인 모욕 행동은 가해자의 대상에게 향한다. 결국 이러한 정서적 부정성의 진짜 원천은 거의 항상 가해자 개인의 불안정이나 취약함에서 발견된다.[27] 이러한 가해자의 부정적 정서가 대체되어 공격적 투사로 나타나는 것은 미시적인 대인 관계에서부터 거시적인 국제 정치, 혹은 심지어 국제적 무력 충돌에까지 어느 곳에서든 발생할 수 있다.[22]
- 서로의 마음을 "읽는" 사랑에 빠진 이들은 자기를 상대에게 투사한다.[1]
- 모든 죄책감의 투사(Projection of general guilt) : 엄격한 양심(severe conscience)[28]을 투사하는 것은 다른 형태의 방어로,  개인적으로든 정치적으로든 허위 고발(false accusations)을 만들 수도 있다.[22]
- 희망 투사(Projection of hope) : 또한 긍정적인 관점에서 환자가 희망 감정을 치료사에게 투영할 수 있다.[29]

## 역투사
융은 "주체(subject)가 투사하는 거을 대상(object)이 의식하지 못할 때, 모든 투사는 역투사(Counter-projection)를 자극한다(All projections provoke counter-projection when the object is unconscious of the quality projected upon it by the subject.)라고 하였다." 따라서 수취인(recipient)이 의식하지 않는 것은 투사자(projector)로 투사되고  이는 상호 행동화(acting out)를 촉발한다.
좀더 다른 용례로, 해리 스택 설리번(Harry Stack Sullivan)은 최근 상황과 원 트라우마의 가해자라고 인식하는 이에 대한 강박을 투사하는 것 사이의 차이를 강조함으로써, 치료 과정 속 역투사를 심적 외상(psychological trauma)의 강박적 재현(compulsive re-enactment)을 피하는 방법으로 간주하였다.

## 임상적 접근
활동과 대상에 보이는 자기 표현이라는 고든 올포트(Gordon Allport)의 주장에 의존하여, 투사적 기법은 성격 평가를 돕기 위하여 갖춰졌는 바, 로르샤흐 테스트(Rorschach test)의 잉크반점 테스트(ink-blots test)와 주제통각검사(Thematic Apperception Test, TAT)를 포함한다.
투사는 취약한 자아(ego)가 불안을 줄이는데 도움이 되지만, 해리성 정체성 장애(dissociative identity disorder)에서처럼 특정한 해리(dissociation)가 수반된다. 극단적 사례에서, 개인의 성격은 결정적으로 자아고갈(ego depletion) 상태가 된다. 그런 경우, 이러한 투사를 "철회"하는 것을 통하여 성격을 서서히 재구축하는 것을 포함하는 치료가 필요할 것이다.
관리 받는 투사의 방법은 투사적 기법이다. 이 방식의 기본 원칙은 한 주체가 타인의 이름에 의하여 명명된 자신만의 언어적 묘사뿐 아니라 허구적인 반대에 대한 묘사도 제시되는 것이다.(V. V. Stolin, 1981)
이 기법은 심리 상담에의 적용에도 적합하며 자존감의 형태와 본질에 관한 가치 있는 정보를 제공할 수도 있다.Bodalev, A (2000). 《"General psychodiagnostics".》.

## 비판
일부 연구에서는 프로이트의 이론에 대하여 비판적이다. 사회적 투사(social projection)에 관한 연구는 타인이 자기와 비슷하다고 생각하여 자신의 특성을 타인에게 "투사"하는 경향을 인간은 널리 가지고 있다는 잘못된 합의 효과(false-consensus effect)의 존재를 지지한다. 이는 좋은 특성과 나쁜 특성 모두 적용된다. 자기 안에 있는 특성의 존재를 부인하는 방어기제가 아니다. 바우마이스터(Roy F. Baumeister), 데일(Karen Dale), 좀머(Kristin L. Sommer)가 수행한 일련의 방어기제 임상적 증거에 관한 연구 (1998)의 결론은, "사람들은 자신이 특정한 나쁜 특성을 가지고 있다는 것을 부인하는 수단으로 자신의 특정한 나쁜 특성을 타인에게 방어적으로 투사한다는 관점은 잘 지지받지 못한다(The view that people defensively project specific bad traits of their own onto others as a means of denying that they have them is not well supported.)는 것이다." 그러나, 뉴먼(Leonard S. Newman), 더프(Kimberley J. Duff), 바우마이스터(Roy F. Baumeister)의 1997년 연구는 바람직하지 못한 특성의 사고 억제(thought suppression)를 위한 억압자(repressor)의 노력은 이러한 특성 범주를 매우 접근하기 쉽게 만들어, 타인의 인상을 형성할 때에 이것들이 더 자주 이용되도록 하려는 방어기제의 새 모델이다. 그때 투사는 실제 방어기제의 부산물일 뿐이다.

## 투영의 예
- 타인이 본인을 뒷담한다고 생각하는 경우

해석 : 본인이 타인을 욕 보이고 싶거나 자신의 잘못과 단점이 타인에게 알려지는 것에 두려움이 있다.
- 선생님이 친절하게 잘못을 알려주는데 선생님이 화를 냈다고 생각하는 경우

해석 : 잔소리 같아서 선생님 얘기를 듣긴 싫지만 가르쳐주는 행위 자체엔 화를 낼 수 없다.
그래서, 선생님의 눈치 볼 만한 짓을 본인이 했다고 느끼고 그런 짓을 한 본인에게 화가 난 것이다.

## 관련된 한국 속담
부처 눈에는 부처만 보이고 돼지 눈에는 돼지만 보이는 법입니다(무학대사가 태조 이성계에게 한 말).

## 같이 봐야 할 항목
- 방위기제
- 대상 관계론
- 융 심리학
- 포러효과
- 심리학
- 감정 전이

## 같이 보기

### 개념
- 감정 전이
- 경계선 성격장애
- 귀인 (심리학)
- 내사 (심리학)
- 더블 스탠더드
- 반동형성
- 사고 억제
- 승화 (심리학)
- 애니미즘
- 위선 (윤리학)
- 이상화와 평가절하
- 자기애 분노와 자기애 손상
- 자기애성 성격장애
- 전위 (심리학)
- 종교인류학
- 퇴행
- 투사적 동일시
- 합리화
- 희생양

### 인물
- 마리루이제 폰 프란츠
- 멜라니 클라인
- 안나 프로이트
- 잠바티스타 비코
- 지그문트 프로이트
- 칼 융